# Phyllocoptes populi
Espèce
Phyllocoptes populi est un acarien responsable de la formation de galles sur les feuilles des peupliers.